# Репубблика — Театро-делль-Опера (станция метро)
Репу́бблика — Теа́тро-делль-О́пера (обычно используется только первая часть названия, Репубблика) — станция линии А Римского метрополитена. Открыта 16 февраля 1980 года в составе первой очереди данной линии. Названа по площади Республики (рiazza della Repubblica).

## Происшествия
23 октября 2018 года из-за аварии эскалатора пострадало около 30 человек, многие из числа которых являлись футбольными болельщиками из России. Вначале власти и СМИ обвинили болельщиков России в устроенном крушении, позднее последовало заявление болельщиков о невиновности в крушении эскалатора.

## Достопримечательности
Вблизи станции расположены:
- Площадь Республики
  - Фонтан Наяд
  - Термы Диоклетиана
  - Санта-Мария-дельи-Анджели-э-дей-Мартири
  - Национальный музей Рима
  - Храм Минервы Медики
- Римский оперный театр
- Виа Национале
  - Виа Четыре фонтана
  - Виминал
  - Палаццо дель Виминале
- Фонтан дель Аква Феличе
- Санта-Сузанна
- Санта-Мария-делла-Витториа
  - Экстаз святой Терезы
- Сан-Бернардо-алле-Терме
- Ворота Пия

## Наземный транспорт
Автобусы: H, 40, 61, 62, 64, 66, 70, 82, 85, 170, 492, 590, 910.
Троллейбусы: 60.